# Ouran High School Host Club
Ouran High School Host Club (jap. 桜蘭高校ホスト部, ōran kōkō hosuto kurabu) ist eine Shōjo-Manga-Serie der japanischen Zeichnerin Bisco Hatori. Der Manga wurde auch als Anime-Fernsehserie, Hörspiel, Computerspiel, Realserie und -film umgesetzt.
Die romantische Komödie handelt von einem Host Club (dt. „Gastgeber-Club“) an einer Eliteschule, bestehend aus schönen Teenagern, der die Mädchen der Schule unterhält. Vorbild der Geschichte um einen Host Club sind gleichnamige, real existierende Clubs, die Teil des japanischen Nachtlebens sind. In ihnen werden die Kunden von den Hostessen oder Hosts unterhalten und umschmeichelt – sexuelle Dienstleistungen sind jedoch ausgeschlossen.

## Handlung
Die 15-jährige, jungenhafte Haruhi Fujioka bekommt ein Stipendium an der Ouran High School bewilligt, eine fiktive Eliteschule in Tokyo. Diese Akademie ist eigentlich reichen und hochbegabten Schülern und Studenten vorbehalten. Obwohl ihr diese Schule nicht wirklich zusagt, möchte sie ihren Traum verwirklichen, wie ihre verstorbene Mutter Rechtsanwältin zu werden, indem sie an der Ouran High School studiert.
Als sie eines Tages zum Lernen einen ruhigen Ort sucht, findet sie in dem verlassenen Musikraum der Schule den Host Club vor. Dieser besteht aus sechs Hosts, männlichen Schülern, welche die reichen Schülerinnen an der Schule unterhalten und beschäftigen. Haruhi zerbricht bei ihrer ersten Begegnung eine sündhaft teure Vase und soll die Schulden nun als Host abarbeiten. Durch Zufall findet der gesamte Club heraus, dass sie ein Mädchen ist und an dieser Stelle beginnt das eigentliche Abenteuer. Da im Host Club normalerweise nur Jungen aufgenommen werden, müsste sie eigentlich wieder gehen. Haruhi offenbart jedoch ungeahnte Qualitäten und mit ihrer Natürlichkeit, Offenheit und Direktheit macht sie sich bei den Gästen und Hosts gleichermaßen beliebt. Auch aus diesem Grund möchte der Host Club Haruhi aufnehmen und behalten. Also beschließt die Gruppe, Haruhis wahres Geschlecht zu vertuschen und sie zum vollwertigen Mitglied zu ernennen.
Jeder Host repräsentiert dabei seinen eigenen Typ und hat einen Spitznamen wie „der King“, „der Coole“, „der Wilde“, „die kleinen Teufel“ oder „der kindliche Typ“. Haruhi lernt schnell, dass die einzelnen „Rollen“ nichts als Fassade sind und nur dem Wohl und Fortbestehen des Host Clubs dienen (vergleichbar mit Theaterrollen). Die Serie dreht sich -in Seifenoper-Manier- um die Beziehungsentwicklungen zwischen den einzelnen Charakteren und thematisiert dabei Klischees, Stereotypen und Geschlechterrollen.

## Charaktere

### Hauptcharaktere
Haruhi Fujioka (藤岡 ハルヒ)
Haruhi ist die eigentliche Hauptfigur. Sie hat kinnlanges, dunkelbraunes Haar, braune Augen und trägt eigentlich eine Brille. Sie bekommt später Kontaktlinsen spendiert. Sie wird wegen ihrer kurzen Haare vom Host Club zunächst für einen Jungen gehalten, zumal sie sich auch noch wie ein Junge ankleidet. Dabei sind ihre Haare nur deshalb so kurz, weil einen Tag zuvor ein frecher Bengel einen Kaugummi in ihr Haar geschmiert hatte. Haruhi stammt als einzige Schülerin nicht aus reichen oder adligen Familienverhältnissen, sondern wohnt mit ihrem Vater in einem bescheidenen Mehrfamilienhaus. Ihre Mutter ist unmittelbar nach ihrer Geburt verstorben. Haruhi hält ihre Mitschüler zunächst für aufgebläht und hochnäsig. Seit sie dem Host Club beigetreten ist, betont sie stets, dass sie den Host Club nicht mögen und sobald sie die Schulden abgearbeitet habe, ihn sofort verlassen würde. Ihre Haltung ändert sich, nachdem sie die einzelnen Clubmitglieder privat näher kennen lernt und sich schlussendlich in Tamaki verliebt.
Tamaki Suō (須王 環), geb. René Richárd de Grantaine
Tamaki ist der attraktive Präsident und Gründer des Host Clubs. Er stammt aus einem französischen Adelshaus. Tamaki hat blondes, kinnlanges Haar und blaue Augen. Er wirkt auf den ersten Blick narzisstisch und hochmütig, außerdem neigt er zu theatralischen Übertreibungen. In Wirklichkeit ist Tamaki sehr gebildet und wohlerzogen, zuvorkommend und stets aufrichtig. Er ist außerdem ein begnadeter Klavierspieler. Er nahm Haruhi im Host Club auf, als er noch glaubte, sie sei ein Junge, und behandelt sie wie sein Kind. Mit der Zeit wächst sie ihm ans Herz und er verliebt sich in sie. Allerdings denkt er zunächst, es sei eher eine Art „Vater-Tochter-Liebe“. Generell ist er, wenn es um Haruhi geht, sehr schnell reizbar und macht bei den unterschiedlichsten Wettstreiten gegen die Hitachiin-Zwillinge mit.
Kyōya Ōtori (鳳 鏡夜)
Kyōya ist hochgewachsen, hat schwarze, kinnlange Haare und trägt eine elegante Brille. Er ist der Vize-Präsident des Host Clubs, Tamakis bester Freund und mit den Finanzen des Clubs betraut. Ohne ihn wäre der Club längst pleitegegangen. Seine Geschäftsmethoden sind allerdings recht eisern und nicht selten undurchsichtig. Vor den Gästen verhält er sich cool, nonchalant und unnahbar, gegenüber der Gruppe gibt er sich gerne berechnend und nachtragend. In Wirklichkeit ist er nicht nur um das finanzielle Wohl der Gruppe besorgt, sondern auch ein guter Zuhörer und oft die Stimme der Vernunft. Kyōya entstammt einer reichen und mächtigen Unternehmerfamilie, deren Hauptgeschäft in der industriellen Herstellung von ärztlichen Instrumenten und Krankenhausutensilien liegt. Sein Vater ist zunächst erbost darüber, dass sein Sohn sich mit einem Host Club die Zeit vertreibt.
Mitsukuni „Honey“ Haninozuka (埴之塚 光邦)
Mitsukuni ist der kleinste im Host Club, er hat kinnlanges, dunkelblondes Haar und braune Augen. Er trägt gerne einen rosafarbenen Stoffhasen mit sich herum und verdrückt Unmengen an Kuchen und Süßigkeiten, daher auch sein Spitzname „Honey“. Seine betont niedliche Erscheinung sowie sein kindliches Gebaren sind jedoch purer Schein. Er setzt Beides gezielt und mit rücksichtsloser Berechenheit ein, um zu bekommen, was er will. Außerdem hilft es ihm, bei den Gästen des Host Clubs seine Beliebtheit zu steigern. Obwohl Mitsukuni niedlich und unschuldig wirkt, ist er im Nahkampf unübertroffen, wie auch seine Familie seit vielen Jahren für ihre Kampfkünste bekannt ist. Mitsukuni ist Landesmeister in Karate und Judo. In späteren Handlungsabschnitten stellt sich heraus, dass er einen Bruder besitzt, mit dem er in einem ständigen Wettbewerb steht, wer von beiden nun der bessere Kämpfer ist.
Takashi „Mori“ Morinozuka (銛之塚 崇)
Mori ist sehr groß für sein Alter, sehr schlank und hat kurzes, etwas wild abstehendes, schwarzes Haar. Er ist sehr wortkarg und wird von vielen Schülerinnen angehimmelt, was er jedoch augenscheinlich überhaupt nicht wahrnimmt (zumindest tut er so, als ob). Er konzentriert sich lieber darauf, in Mitsukunis Nähe zu bleiben und auf Letzteren aufzupassen. Schon Jahre zuvor war seine Familie mit dem Schutz der Familie Haninozuka betraut. Er beherrscht das Kendo und Judo. Über seine familiären Hintergründe wird kaum etwas preisgegeben.
Hikaru (常陸院 光) und Kaoru Hitachiin (常陸院 馨)
Hikaru und Kaoru sind eineiige Zwillinge. Beide haben leicht abstehende, rotblonde Haare und teebraune Augen. Sie sind sprichwörtlich unzertrennlich, vom Charakter her sind sie einerseits kindisch und kess, andererseits sehr frühreif und berechnend. Früher hatten sie nie irgendwelche Freunde, da sie sich immer mit sich selbst beschäftigten und niemanden an sich heranließen. Ihr Verhalten gründete auf Angst vor Trennung und anschließendem Identitätsverlust. Außerdem kränkte und verwirrte es sie, permanent verwechselt zu werden. Das änderte sich, als Tamaki ihnen vorschlug, mit ihm den Host Club zu gründen. Nach dessen Gründung lernten die Zwillinge dank Tamaki, auf Andere zuzugehen und aufgeschlossener zu werden. Gegenüber den Kundinnen des Clubs mimen sie gern das inzestuöse Shōnen-Ai-Liebespaar. Ihren Freunden spielen sie oft Streiche, Tamaki ziehen sie gerne mit dessen Schwärmerei für Haruhi auf. Haruhi ist tatsächlich die Einzige, die die beiden auseinanderhalten kann, egal unter welchen Umständen.

### Wichtige Nebencharaktere
Renge Hōshakuji (宝積寺 れんげ)
Renge ist, ähnlich wie Tamaki, in Frankreich aufgewachsen und stammt aus einer reichen und einflussreichen Unternehmerfamilie. Sie ist zierlich, hat hüftlanges, hochgestecktes und dunkelblondes Haar und braune Augen. Sie wirkt zunächst aufgedreht, vorlaut und frech, ist in Wahrheit aber sehr frühreif, kultiviert und über ihre Mitschüler bestens informiert. Zu Beginn der Serie schwärmt sie für Kyōya (sehr zu dessen Missfallen), doch das liegt nur daran, dass Kyōya einem fiktiven Charakter aus dem Computerspiel Uki-Doki Memorial High (ein Beziehungssimulator) ähnelt. Nachdem Kyōya sie zurechtweist, gibt sie ihre Schwärmerei auf. Renge ernennt sich selbst zur „Managerin des Host Clubs“ und unterstützt diesen, so gut sie kann (also gar nicht). Ihre Haupttätigkeit besteht im Kommentieren ohnehin schon vertrackter Situationen und im Organisieren neuer Themen-Events. Renges Markenzeichen ist es, unerwartet auf einer hydraulischen Hebebühne thronend, aus dem Boden des Musikzimmers emporzusteigen und übertrieben gekünstelt zu lachen.
Ryoji Fujioka (藤岡 涼二), genannt Ranka (蘭花)
Ryoji ist der Vater von Haruhi. Er ist 35 Jahre alt und zieht sie seit dem Tod der Mutter allein groß. Ryoji ist bisexuell geneigt und arbeitet nachts als Transvestit in einer entsprechenden Bar unter dem Künstlernamen „Ranka“. Seine erste Begegnung mit Tamaki und dem Host Club verläuft äußerst unterkühlt, außerdem missfällt es ihm, dass Tamaki für Haruhi schwärmt. Ryoji hält Tamaki zunächst für einen niveaulosen Weiberhelden und muss selbst mit der Zeit lernen, dass Tamaki es ehrlich meint. Der Host Club selbst lernt dank Ryoji viel über Travestie und über das Alltagsleben der „einfachen Leute“.

## Veröffentlichungen
Ouran High School Host Club erscheint in Japan seit der September-Ausgabe 2002 in Einzelkapiteln im Manga-Magazin LaLa. Im August 2010 wurde bekannt gegeben, dass der Manga in der am 24. September 2010 erscheinenden November-Ausgabe von LaLa mit einem 52-seitigen Kapitel enden wird. Der Hakusensha-Verlag brachte diese Einzelkapitel in regelmäßigen Abständen auch in Form von Sammelbänden heraus, von denen zwischen dem 5. August 2003 und dem 5. April 2011 insgesamt 18 erschienen sind.
In den USA erscheint die Reihe bei Viz Media im Manga-Magazin Shojo Beat, in Australien bei Madman Entertainment und in Frankreich und Spanien bei Panini. In Deutschland wird die Reihe von Carlsen Comics veröffentlicht. Seit Januar 2012 sind alle Bände erschienen, die Übersetzung stammt von Alexandra Klepper. Seit Dezember 2024 veröffentlicht Carlsen Manga die Reihe als Ouran High School Host Club Pearls in Doppelbänden; bisher sind drei von neun geplanten Bänden erschienen (Stand Juni 2025).

## Anime
2006 produzierte das Studio Bones eine 26-teilige Anime-Fernsehserie auf Grundlage des Mangas. Regie führte Takuya Igarashi, das Charakter-Design entwarf Kumiko Takahashi und künstlerischer Leiter war Norifumi Nakamura. Die Handlung bleibt in den wesentlichen Zügen nahe an der Vorlage, Details wurden jedoch weggelassen oder ergänzt. Die Animation besteht im Wesentlichen aus klassischer Cel-Animation, ergänzt um Computeranimation für Oberflächentexturen, fliegende Blätter oder Lichtreflexionen. Entsprechend dem Prinzip der Limited Animation sind die Hintergründe statisch, die Bewegungsfolien der Figuren werden wiederverwendet und es kommen auch Standbilder vor. Die Illustrationen des Abspanns stammen von Bisco Hatori selbst.
Die Serie wurde vom 5. April bis zum 27. September 2006 (kurz nach Mitternacht und damit am vorherigen Fernsehtag) durch den Sender NTV in Japan ausgestrahlt, später folgen Ausstrahlungen durch Chukyo TV und Yomiuri TV. Der Anime wurde für den amerikanischen Markt von FUNimation Entertainment lizenziert. Die komplette Serie ist 2008 in Deutschland, Österreich und der Schweiz beim Anime-Label Anime Virtual in drei DVD-Boxen mit je zwei DVDs erschienen. Am 29. Oktober 2010 erfolgte dann eine Wiederveröffentlichung der Serie als Gesamtausgabe unter dem gleichen, jetzt zu Kazé umbenannten Label.

### Synchronisation
Die deutsche Synchronfassung wurde von Elektrofilm angefertigt.
| Rolle                        | Japanischer Sprecher (Seiyū) | Deutscher Sprecher |
| ---------------------------- | ---------------------------- | ------------------ |
| Haruhi Fujioka               | Maaya Sakamoto               | Katja Primel       |
| Tamaki Suō                   | Mamoru Miyano                | Asad Schwarz       |
| Kyōya Ōtori                  | Masaya Matsukaze             | Felix Spieß        |
| Mitsukuni Haninozuka (Honey) | Ayaka Saitō                  | Julia Stoepel      |
| Takashi Morinozuka (Mori)    | Daisuke Kirii                | Michael Schwager   |
| Hikaru Hitachiin             | Ken’ichi Suzumura            | Nico Sablik        |
| Kaoru Hitachiin              | Yoshinori Fujita             | Jan Rohrbach       |
| Renge Houshakuji             | Kozue Yoshizumi              | Catrin Dams        |

### Musik
Die Musik der Serie, vor allem klassische orchestrale Stücke, wurde komponiert von Yoshihisa Hirano. Den Vorspann der Serie, Sakura kiss, singt Chieko Kawabe, der Abspann Shissō stammt von der japanischen Rockband Last Alliance.

## Weitere Adaptionen

### Hörspiel
Seit 2003 erschienen in Japan drei Hörspiel-CDs. Außerdem wurden zwei Ausgaben des Magazins LaLa, in dem der Manga erscheint, Hörspiele beigelegt.

### Ren’ai-Adventures
Am 19. April 2007 erschien nur in Japan für die Konsole Playstation 2 ein Ren’ai-Adventure zu Ouran Host Club, das von Idea Factory produziert und unter deren Mädchenspiele-Label Otomate vertrieben wurde.
Im Frühjahr 2009 erschien ebenfalls in Japan für den Nintendo DS ein scheinbares Remake des PS2-Adventures unter gleichem Namen mit dem Anhängsel DS im Titel, das ebenfalls von Idea Factory stammt.

### Fernsehserie und Film
Zwischen dem 22. Juli und dem 30. September 2011 wurde eine 11-teilige Adaption als Fernsehserien (Dorama) ausgestrahlt. Am 17. März 2012 kam zu dieser ein 105-minütiger Film in die japanischen Kinos. Schauspieler waren: Haruna Kawaguchi als Haruhi Fujioka, Yūsuke Yamamoto als Tamaki Suō, Ryō Ryūsei als Umehito Nekozawa, Shunsuke Daitō als Kyōya Ōtori, Masaya Nakamura als Takashi Morinozuka, Yūdai Chiba als Mitsukuni Haninozuka, Shinpei Takagi als Hikaru Hitachiin und Manpei Takagi als Kaoru Hitachiin.

## Rezeption
Der Manga verkaufte sich in Japan bis Mai 2006 über vier Millionen Mal. Vom letzten Band wurden in den ersten beiden Wochen über 300.000 Exemplare verkauft.
Jason Thompson nennt den Manga eine spaßige Komödie mit einer großen Dichte an Witzen und Klischees. Die Mangaszene schreibt, die Serie besticht „durch schöne Charakterdesigns und die interessanten Figuren“. An den zunächst schablonenhaft wirkenden sechs Jungs im Host Club können die Leser im Laufe der Handlung „die eine oder andere überraschende Facette“ entdecken. Der Zeichenstil ist geprägt von viel Einsatz von Rasterfolie und einer zarten Linienführung.
Beim Anime lobt die deutsche Zeitschrift Animania den gelungenen Humor, die vielen Witze und Slapstick. Auch „romantische Verwicklungen und Shojo-Klischees“ sorgten für Unterhaltung. Die geringen inhaltlichen und Design-Änderungen zur Vorlage seien zum Vorteil der Umsetzung. Die Animationsqualität sei nicht ohne Mängel, aber insgesamt „auf gutem Niveau“ und die Hintergründe opulent gestaltet. Komische Szenen würden durch einen stark reduzierten Super-Deformed-Stil und passende Soundeffekte unterstützt. Auch sonst biete die zurückhaltende Musik eine passende Kulisse. Für die deutsche Synchronfassung seien die Sprecher gut ausgewählt worden und die Lokalisierung insgesamt gelungen. Die Fanzeitschrift Funime nennt die Serie oft unterschätzt, kenne man doch viele Elemente aus Princess Princess, He’s my Master oder den Stil aus Revolutionary Girl Utena. Doch drehe sich die Handlung schnell um die verschiedenen Charaktere der Clubmitglieder und sei meist völlig überzogen. Dabei nehme sich die Serie aber selbst nicht ernst, parodiere andere Serien und sich selbst und entwickle einen Flair, der bis zum Ende gehalten werde. Die Animationen und Zeichnungen seien einfach gehalten und die Musik angemessen.